# 戈羅季謝 (伏爾加格勒州)
戈羅季謝（俄语：Городище）是位於俄羅斯的工人村，位於伏爾加格勒州，是戈羅季謝區的行政中心。該地距州府伏爾加格勒10（6.2英里）。歷年人口普查中，2010年人口21,381；2002年人口19,466；1989年人口15,049。